# Neuville-en-Avesnois
Neuville-en-Avesnois là một xã ở trong tỉnh Nord ở miền bắc nước Pháp. Xã này có diện tích 3,17 kilômét vuông, dân số năm 1999 là 261 người. Xã nằm ở khu vực có độ cao trung bình 115 mét trên mực nước biển.